# Hycleus dufouri
Hycleus dufouri é uma espécie de insetos coleópteros polífagos pertencente à família Meloidae.
A autoridade científica da espécie é Graells, tendo sido descrita no ano de 1849.
Trata-se de uma espécie presente no território português.